# Artamus
Artamus Vieillot, 1816 è un genere di uccelli passeriformi della famiglia Artamidae.

## Etimologia
Il nome scientifico del genere, Artamus, deriva dalla parola greca αρταμος (artamos), "macellaio", in riferimento alla loro presunta affinità con le averle. Le specie ascritte al genere vengono generalmente conosciute col nome comune collettivo di artami o rondini boscherecce.

## Descrizione

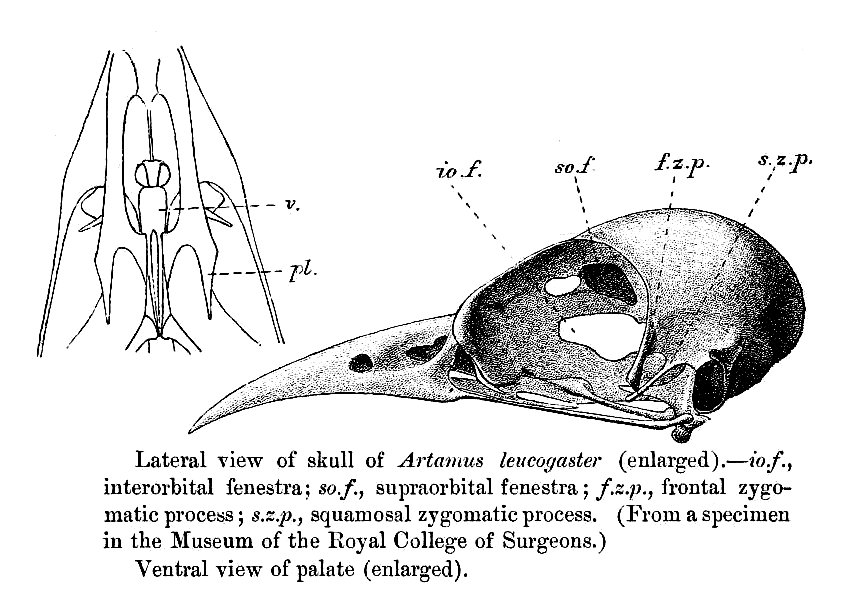
Illustrazione di cranio di A. leucogaster.

Al genere vengono ascritte numerose specie di uccelli di dimensioni medio-piccole, che vanno dai 12 cm di lunghezza dell'artamo minore ai 21 dell'artamo maggiore, con la maggior parte delle specie che misura 17–20 cm.
Gli artami presentano un aspetto che ricorda vagamente le rondini per quanto riguarda il corpo e le averle per quanto concerne la testa: mentre il corpo è piccolo ma massiccio e aerodinamico, con lunghe ali appuntite, zampe corte e coda anch'essa piuttosto corta (più delle ali quando l'animale è posato) e squadrata, la testa è invece massiccia e squadrata, lievemente appiattita e munita di becco conico, largo, appuntito e lievemente ricurvo verso il basso, con presenza di vibrisse che partono dalle narici.
La livrea è generalmente sobria, dominata dalla dicotomia bianco-nero, oppure con aree grigie o brune più o meno estese: spesso il piumaggio tende a scurirsi fra becco e occhi, formando una mascherina. Il dimorfismo sessuale è trascurabile.

## Biologia

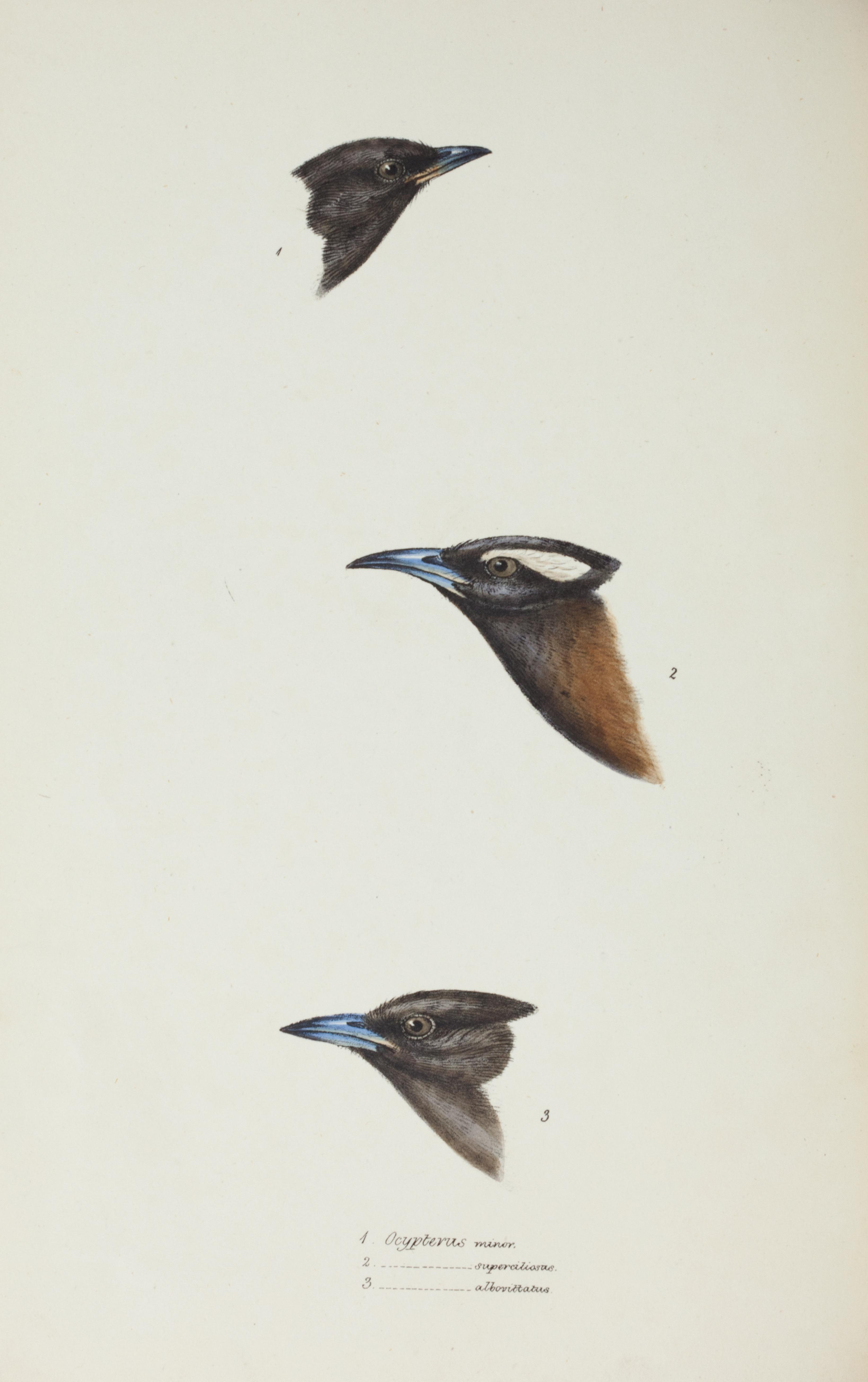
Particolari di teste:
In alto A. minor
Al centro A. superciliosus
In basso A. cyanopterus

Al genere vengono ascritte specie dalle abitudini diurne e generalmente gregarie, che soprattutto di notte tendono ad aggregarsi sui rami ammassandosi per conservare il calore. Ottimi volatori, gli artami sono fra i pochi passeriformi a planare e saper fare lo "Spirito santo".
La dieta di questi uccelli è prevalentemente insettivora, constando in piccoli animali che vengono catturati in picchiata con grande perizia: non di rado, tuttavia, essi la integrano col nettare, mentre è più raro che si nutrano di bacche, frutta o semi.
La riproduzione avviene generalmente durante i mesi estivi, sia nell'emisfero australe che in quello boreale, mentre le popolazioni che vivono a cavallo dell'Equatore si riproducono durante la stagione secca: gli artami sono uccelli monogami, coi due sessi che collaborano (talvolta con la cooperazione di altri conspecifici) nella costruzione del nido a coppa posizionandolo a poca altezza fra i cespugli ed alla cura della prole.

## Distribuzione e habitat
La maggior parte degli artami è di provenienza australiana, con alcune specie diffuse anche in Tasmania: il genere è diffuso tuttavia anche in Nuova Guinea (con una specie, l'artamo faccianera, diffusa da ambo i lati dello stretto di Torres, oltre che a Timor e nelle isole circonvicine) e, con vari endemismi, in gran parte delle isole della Sonda e in parte della Melanesia (isole Bismarck, Vanuatu, Nuova Caledonia). I due estremi nell'areale occupato dal genere sono l'artamo cenerino (presente in gran parte del Sud-est asiatico dal Gujarat ad Hainan a sud fino all'istmo di Kra) e l'artamo delle Figi, specie più orientale endemica dell'omonimo arcipelago.
Questi uccelli prediligono le aree aperte, possibilmente non troppo secche, con presenza di macchie alberate.

## Tassonomia
Al genere (l'unico della propria sottofamiglia) vengono ascritte 11 specie:
| Sottofamiglia Artaminae - Genere Artamus - Artamus fuscus Vieillot, 1817 - artamo cenerino - Artamus leucorynchus (Linnaeus, 1771) - artamo pettobianco - Artamus mentalis Jardine, 1845 - artamo delle Figi - Artamus monachus Bonaparte, 1850 - artamo dorsoavorio - Artamus maximus Meyer, 1874 - artamo maggiore - Artamus insignis Sclater, 1877 - artamo delle Bismarck - Artamus personatus (Gould, 1841) - artamo mascherato - Artamus superciliosus (Gould, 1837) - artamo dal sopracciglio bianco - Artamus cinereus Vieillot, 1817 - artamo faccianera - Artamus cyanopterus (Latham, 1801) - artamo fosco - Artamus minor Vieillot, 1817 - artamo pigmeo | - A. cinereus - A. cyanopterus |

Un tempo unici ascritti alla famiglia Artamidae, in seguito alle analisi del DNA è emersa un'affinità di questi uccelli coi Peltops e i Cracticidae come tre taxa equidistanti evolutisi da un antenato comune, portando pertanto all'accorpamento dei tre cladi col rango di sottofamiglia nella più "anziana" delle tre famiglie, come d'uso in sistematica.